# فونیکس سولار
فونیکس سولار (انگلیسی: Phoenix Solar) شرکت انرژی آلمانی است، که در سال ۱۹۹۹ تأسیس شد.